# Robert Aldrich
Robert Burgess Aldrich (Cranston, 9 de agosto de 1918 — Los Angeles, 5 de dezembro de 1983) foi um diretor, produtor e roteirista estadunidense.
Seu primeiro filme foi Big Leaguer, em 1953, mas o sucesso chegou mesmo no ano seguinte, com Vera Cruz. O sucesso de crítica veio com O que Terá Acontecido a Baby Jane? (1962), estrelado por Bette Davis e Joan Crawford, e Os Doze Condenados (1967), com Lee Marvin.

## Biografia
Depois de se formar na Universidade de Virgínia, ele foi para a Califórnia, em 1941, com o propósito de fazer cinema. Trabalhou como assistente de direção de grandes diretores como Jean Renoir, Abraham Polonsky, Joseph Losey e Charlie Chaplin.
Seus filmes se destacavam por uma forte dosagem de violência, tensão psicológica e humanismo, com um certo ceticismo e pessimismo, caracteristicas pessoais do diretor.

## Filmografa

### Filmes
- Caught (1949) (não creditado)
- Big Leaguer (1953) (diretor)
- World for Ransom (1954) (não creditado, diretor e produtor)
- Apache (1954) (diretor)
- Vera Cruz (1954) (diretor)
- Kiss Me Deadly (1955) (diretor, produtor)
- The Big Knife (1955) (diretor, produtor)
- Autumn Leaves (1956) (diretor)
- Attack! (1956) (diretor, produtor)
- The Gamma People (1956) (argumento)
- The Garment Jungle (1957) (não creditado, diretor)
- Ten Seconds to Hell (1959) (diretor, escritor)
- The Angry Hills (1959) (diretor)
- The Last Sunset (1961) (diretor)
- Sodom and Gomorrah (1962) (diretor)
- What Ever Happened to Baby Jane? (1962) (diretor, produtor)
- 4 for Texas (1963) (diretor, escritor, produtor)
- Hush... Hush, Sweet Charlotte (1964) (diretor, produtor)
- The Flight of the Phoenix (1965) (diretor, produtor)
- The Dirty Dozen (1967) (diretor)
- The Legend of Lylah Clare (1968) (diretor, produtor)
- The Killing of Sister George (1968) (diretor, produtor)
- The Greatest Mother of Them All (curta) (1969) (diretor, produtor)
- What Ever Happened to Aunt Alice? (1969) (produtor)
- Too Late the Hero (1970) (diretor, escritor, produtor)
- The Grissom Gang (1971) (diretor, produtor)
- Ulzana's Raid (1972) (diretor)
- Emperor of the North Pole (1973) (diretor)
- The Longest Yard (1974) (diretor)
- Hustle (1975) (diretor, produtor)
- Twilight's Last Gleaming (1977) (diretor)
- The Choirboys (1977) (diretor)
- The Frisco Kid (1979) (diretor)
- ...All the Marbles (1981) (diretor)

### Televisão
- Schlitz Playhouse of Stars (1951) (diretor, 1 episódio)
- China Smith (1952) (diretor, 2 episódios)
- The Doctor (1952) (diretor, 1 episódio)
- Four Star Playhouse (1952) (diretor, 5 episódios)
- Hotel de Paree (1959) (diretor, 1 episódio)
- Adventures in Paradise (1959) (diretor, 2 episódios)